# José Enrique Varela
José Enrique Varela Iglesias, I marchese di San Fernando de Varela (San Fernando, 17 aprile 1891 – Tangeri, 24 marzo 1952), è stato un generale e politico spagnolo noto per il suo ruolo di comandante nazionalista nella guerra civile spagnola.

## Biografia
Varela iniziò la sua carriera militare come arruolato e combatté nelle guerre coloniali nel Rif per tre anni a partire dal 1909. Inizialmente si arruolò come recluta nello stesso reggimento nel quale suo padre combattere con il grado di sergente. Ottenne al grado di sergente e poi si iscrisse alla scuola di fanteria in Spagna e si diplomò tenente.
Ritornato in Marocco, si distinse in azione e il re Alfonso XIII gli conferì la Croce di San Ferdinando, il più alto riconoscimento militare spagnolo, in due diverse occasioni, un onore senza pari per il coraggio dimostrato in battaglia. Comandò le truppe marocchine native dei Regulares e salì al grado di capitano per merito partecipando a diverse campagne nella guerra del Marocco, la principale fu lo sbarco anfibio congiunto franco-spagnolo ad Alhucemas nel 1925. Questo sbarco cambiò il corso della guerra in Marocco e ne accelerò la fine. Poco dopo fu promosso tenente colonnello e colonnello alla fine della guerra.
Durante i primi anni '30 fu assegnato come membro di una missione militare che trascorse del tempo in Germania, Svizzera, Belgio e Francia per ampliare le conoscenze militari. Con l'avvento della Repubblica, nel 1932, partecipò alla fallita rivolta di José Sanjurjo per la quale fu incarcerato. Fu rilasciato, si unì ai carlisti e organizzò la milizia o le unità paramilitari dei carlisti, i Requeté, nella formidabile organizzazione militare che divenne durante la guerra civile spagnola. Travestito da prete, zio Pepe, viaggiò lungo i villaggi dei Pirenei organizzando le persone e preparandole alla guerra. Partecipò attivamente alla pianificazione della rivolta che diede inizio alla guerra civile spagnola. Nell'aprile 1936, il governo venne a sapere del suo complotto e lo imprigionò.
In prigione a Cadice, quando iniziò la rivolta, venne rilasciato il 18 luglio e contribuì a proteggere Cadice durante l'insurrezione. Partecipò a molte delle campagne della guerra tra cui, Siviglia, Córdoba, Malaga, Extremadura, Valle del Tago, Alcázar, Madrid, Jarama, Brunete, Teruel ed Ebro.
Terminando la guerra con il grado di maggiore generale, fu nominato ministro della guerra nel governo di Francisco Franco nell'agosto 1939 e venne considerato un rappresentante della fazione carlista. Durante il suo ministero l'esercito spagnolo fu epurato di un piccolo numero di ufficiali e sottufficiali che erano considerati politicamente inaffidabili.
Dopo la caduta della Francia, nel 1940, e le successive aperture di Hitler a Franco, Varela divenne un socialista antinazionalista e uno dei principali oppositori dell'ingresso spagnolo in guerra dalla parte dell'Asse, sebbene sostenesse la partecipazione della Divisione Blu sul fronte orientale combattendo l'Unione Sovietica.
Quando le tensioni tra carlisti e falangisti, all'interno del governo, aumentarono nel 1942, Varela suggerì a Franco che i carlisti erano sottorappresentati e propose diversi schemi per una riorganizzazione del governo La violenza tra le fazioni scoppiò nella basilica di Begoña, il 16 agosto 1942, quando i falangisti attaccarono una folla carlista con granate, causando molti feriti e forse diversi morti. Varela, che all'epoca era all'interno della chiesa, prese l'iniziativa contro i falangisti e descrisse l'attentato di Begoña come un attacco all'esercito e un possibile tentativo di omicidio, nei telegrammi ai funzionari di tutto il paese, dispiacendo Franco Nel successivo rimpasto di governo, a settembre, Varela fu sostituito come ministro dell'esercito dal generale Carlos Asensio Cabanillas .
Nel 1945 Franco nominò Varela alto commissario del Marocco spagnolo. In seguito fu nominato capitano generale di Madrid. Morì di leucemia nel 1951.
Franco concesse a Varela un titolo di marchesato postumo come marchese di San Fernando de Varela. Dopo la sua morte gli fu concesso anche il titolo di Capitano Generale dell'Esercito, passato dal defunto ex dittatore Miguel Primo de Rivera, nel 1951, (fino al 1952, quando il titolo fu concesso ancora postumo al generale Juan Yagüe) È l'unico soldato spagnolo ad essere passato dal grado di soldato semplice a quello di Capitano generale, il grado più alto dell'esercito.